# اولاد سلمان (جماعة مغربية)
جماعة اولاد سلمان (بالأمازيغية: ⵡⵍⴰⴷ ⵙⴰⵍⵎⴰⵏ) هي جماعة مغربية ساحلية ذات طابع قروي، تقع على الساحل الأطلسي، وتنتمني إداريا إلى دائرة كزولة، إقليم أسفي، جهة مراكش أسفي. تضم هذه الجماعة 43 دوارا، ينتمون إلى 5 مشيخات. يبلغ عدد سكان الجماعة 16.979 نسمة حسب الإحصاء العام للسكن والسكنى لسنة 2014.

## السكان
يبلغ عدد سكان الجماعة 16.979 نسمة، و3.309 أسرة حسب الإحصاء العام للسكن والسكنى لسنة 2014. أما الكثافة السكانية للجماعة فتبلغ 76.40 نسمة فالكلم²، ومعدل النشاط 60.91 في المائة، ومعدل الفقر 20.24 في المائة، ومعدل الأمية 54.80 في المائة حسب نفس المصدر.

## الجغرافيا
تقع جماعة ولاد سلمان على الساحل الأطلسي، تحدها شمالا جماعة أسفي وخاط ازكان، وجنوبا جماعة الغيات والمعاشات، وشرقا جماعة الناڭا، وسبت ڭزولة، ضمن إقليم أسفي

## الاقتصاد
تقع في مجال جماعة اولاد سلمان مشاريع صناعية كبيرة مثل المحطة الحرارة لأسفي، وميناء أسفي.

### المحطة الحرارية لأسفي
هو مشروع لانتاج الطاقة الكهربائية عن طريق الفحم الحجري، تشرف عليه مجموعة “سافيك” المكونة من “ناريفا هولدينغ” المغربية، و”جي دي إف سييز” الفرنسية، و”ميتسو” اليابانية. يعتبر هذا المشروع من أهم الاستثمارات الأجنبية في المغرب، بقيمة 2.6 مليار دولار، بقدرة إنتاج إجمالية تصل إلى 1.386 ميغاوات، اعتبارا من سنة 2019، ما يصل إلى 25 في المائة من الطلب الوطني على الكهرباء، وذلك من خلال وحدتين حراريتين من الجيل الجديد. أشرفت على بناء المحطة المجموعة الكورية الجنوبية “دايوو للهندسة والبناء” على أساس أن يبدأ إنتاج الطاقة سنة 2018، ليتم بيعها للمكتب الوطني للكهرباء والماء الصالح للشرب في مدة تصل 30 سنة في إطار عقد شراء وتزويد بالكهرباء.  خلق هذا المشروع 900 منصب شغل دائم في المنطقة.

### الوحدة الإنتاجية للمكتب الشريف للفوسفاط
هي وحدة إنتاجية صناعية تابع للمكتب الشريف للفوسفاط، يتراب جماعة اولاد سلمان، متخصصة في إنتاج الحامض الكبريتي وفق مواصفات عالمية تراعي جودة البيئة.

### ميناء أسفي الجديد
هوميناء صناعي على ساحل جماعة أولاد سلمان، تم تشييده استجابة لاحتياجات المحطة الحرارية للمكتب الوطني للماء والكهرباء من حيث حركة مرور الفحم، واستضافة السفن الناقلة للفحم وغيرها من الأنشطة المتعلقة بالمكتب الشريف للفوسفاط. 

## معرض الصور

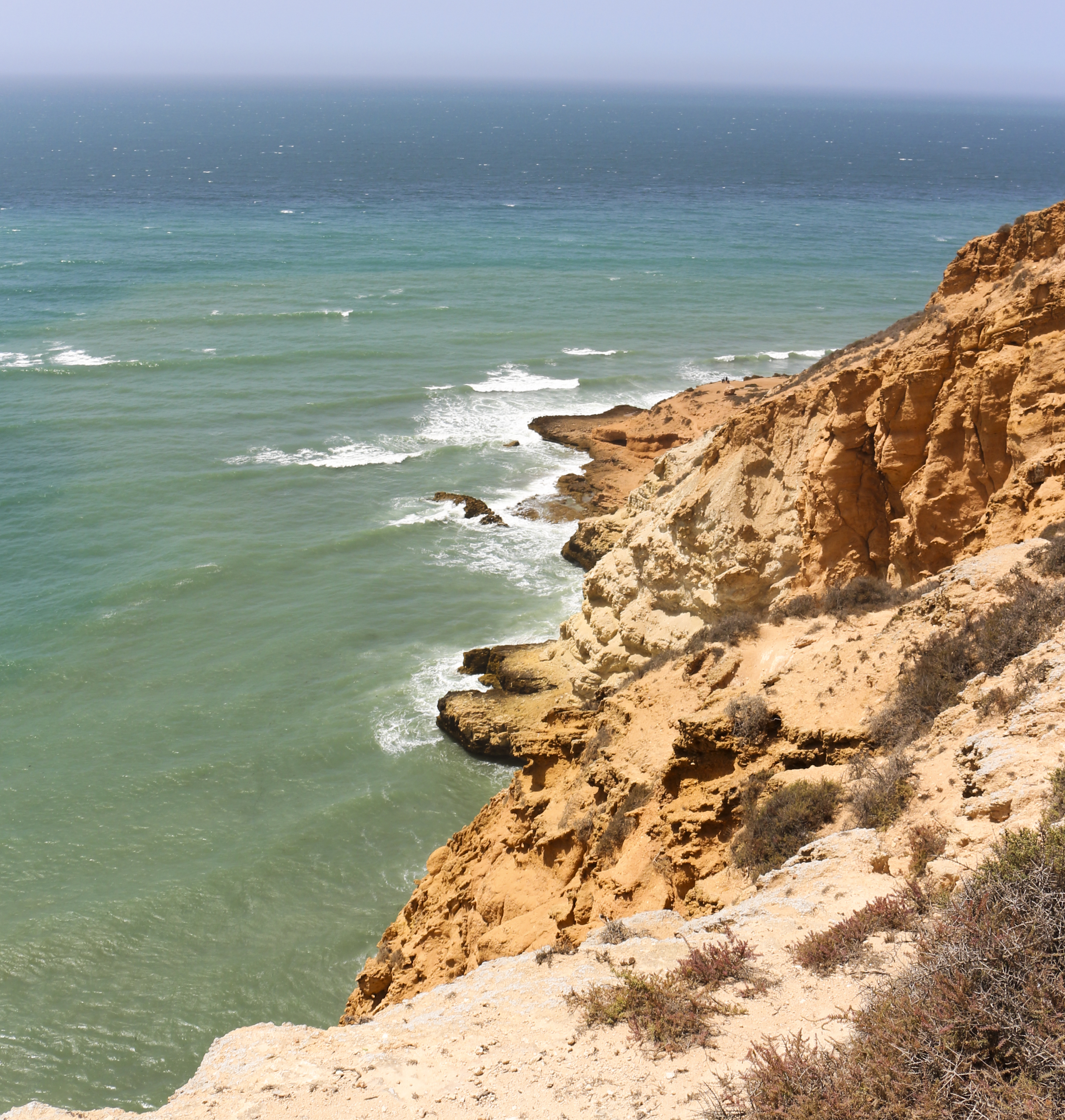
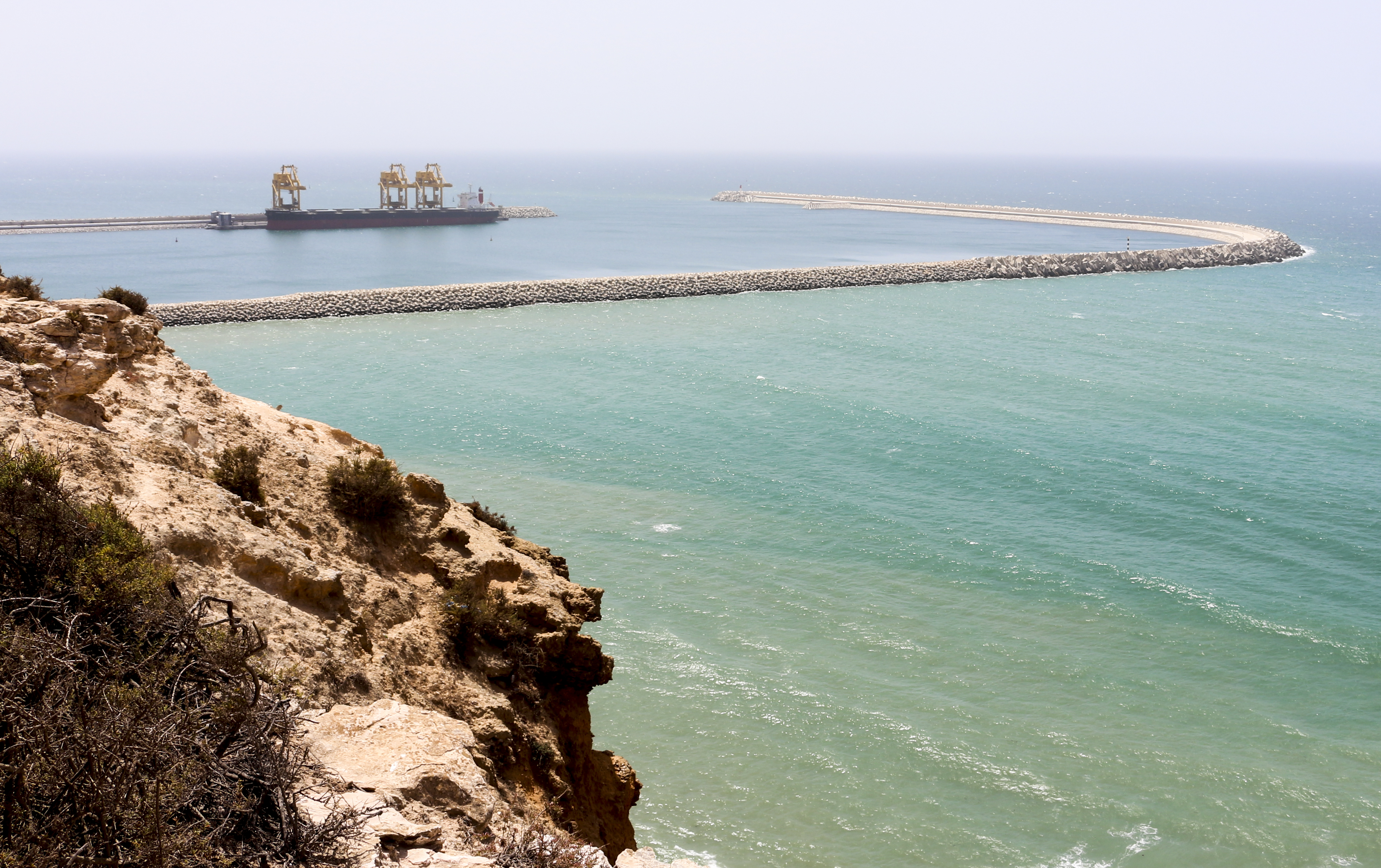
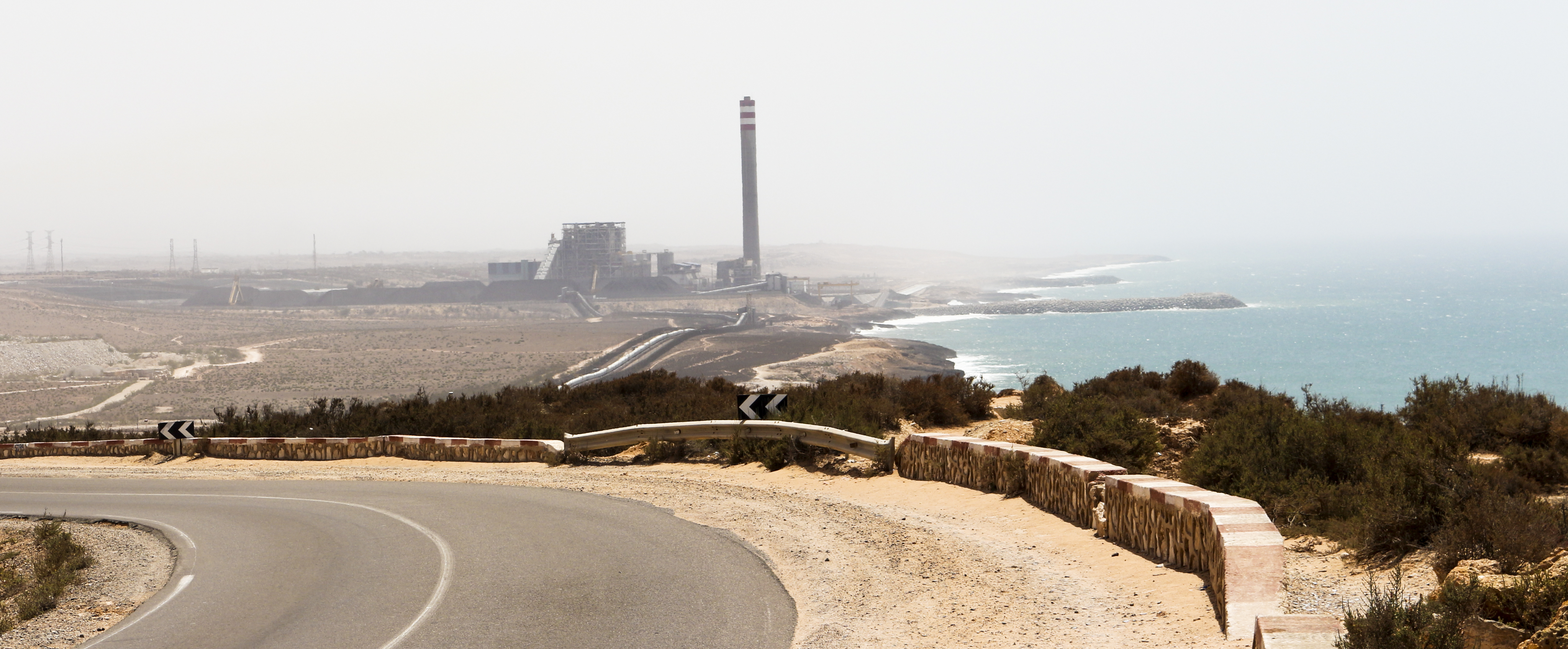
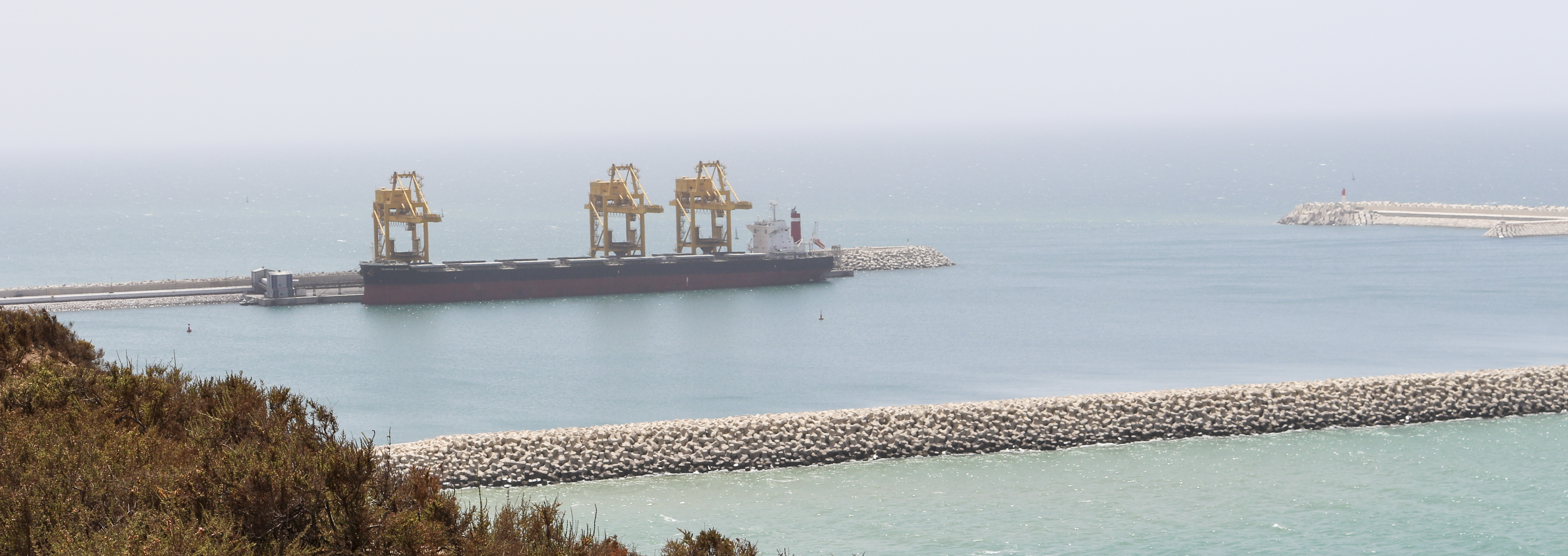

## دواوير جماعة ولاد سلمان
| اسم الدوار            | عدد سكان الدوار | المشيخة      | النوع     |
| --------------------- | --------------- | ------------ | --------- |
| شراكة                 | 869             | العجاين      | دوار مجزأ |
| الدعاكرة              | 547             | العجاين      | دوار مجزأ |
| الكتيفات              | 289             | العجاين      | دوار مجزأ |
| لعريشات               | 446             | العجاين      | دوار مجزأ |
| التلالسة              | 563             | العجاين      | دوار مجزأ |
| اولاد علي بن عمر      | X               | العجاين      | دوار مجزأ |
| العليوات البابرة      | 272             | العجاين      | دوار مجزأ |
| الفريجات              | 244             | العجاين      | دوار مجزأ |
| البريميين             | X               | العجاين      | دوار مجزأ |
| الونانسة              | 419             | العجاين      | دوار مجزأ |
| لمعاشات               | X               | العجاين      | دوار مجزأ |
| الحرش                 | 469             | اولاد بركة   | دوار مجزأ |
| العويسات              | 353             | اولاد بركة   | دوار مجزأ |
| الحجيرات              | 455             | اولاد بركة   | دوار مجزأ |
| اولاد عبد الواسع      | 829             | اولاد بركة   | دوار مجزأ |
| اولاد الصغير          | 376             | اولاد بركة   | دوار مجزأ |
| اولاد بن منصور        | 407             | اولاد بركة   | دوار مجزأ |
| اولاد بن رقية         | 404             | اولاد بركة   | دوار مجزأ |
| اولاد عبد القادر      | 351             | البروكات     | دوار مجزأ |
| الترارزة              | 345             | البروكات     | دوار مجزأ |
| اولاد شريفة           | 659             | البروكات     | دوار مجزأ |
| النعيميين             | 223             | البروكات     | دوار مشتت |
| البيضان               | X               | البروكات     | دوار مجزأ |
| اولاد بلقاضي          | 179             | البروكات     | دوار مشتت |
| احمر                  | 459             | البروكات     | دوار مجزأ |
| فرارة                 | 904             | اغيات الغابة | دوار مجزأ |
| اولاد بن داوود        | 387             | اغيات الغابة | دوار مجزأ |
| اولاد ميلود           | 336             | اغيات الغابة | دوار مجزأ |
| الغزاونة              | 189             | اغيات الغابة | دوار مجزأ |
| اولاد بوزيد           | 404             | اغيات الغابة | دوار مجزأ |
| الريايفة              | 309             | اغيات الغابة | دوار مجزأ |
| العبادات              | 524             | اغيات الغابة | دوار مجزأ |
| اولاد بوطريبيش        | X               | اغيات الغابة | دوار مجمع |
| المجامعة              | X               | اغيات الغابة | دوار مجمع |
| اولاد علي             | X               | اغيات الغابة | دوار مجمع |
| البلاعدة الفوقانيين   | 236             | اغيات الغابة | دوار مجزأ |
| اولاد خلف الله        | 319             | اغيات الغابة | دوار مجزأ |
| الحمامشة              | 1602            | الصويوات     | دوار مجزأ |
| الصويوات              | 227             | الصويوات     | دوار مجزأ |
| زاوية سيدي سعيد       | 254             | الصويوات     | دوار مجمع |
| اولاد علي مومن        | 467             | الصويوات     | دوار مجزأ |
| اولاد اعمارة الرحاحلة | 646             | الصويوات     | دوار مجزأ |
| المعيزات              | 224             | الصويوات     | دوار مجزأ |

## المصدر
1. ↑  المملكة المغربية, المندوبية السامية للتخطيط. population.pdf "الإحصاء العام للسكان و السكنى 2004" (PDF) (بالعربية و الفرنسية). ص. 65–66. مؤرشف من الأصل (pdf) في 2015-05-01. اطلع عليه بتاريخ 2012-04-20. {{استشهاد ويب}}: تحقق من قيمة |مسار أرشيف= (مساعدة)صيانة الاستشهاد: لغة غير مدعومة (link)
2. ↑  المندوبية السامية للتخطيط (المحرر)، الإحصاء العام للسكان والسكنى لسنة 2014، QID:Q19599909
3. ↑   http://rgph2014.hcp.ma/file/166326/. {{استشهاد ويب}}: |url= بحاجة لعنوان (مساعدة) والوسيط |title= غير موجود أو فارغ (من ويكي بيانات) (مساعدة)
4. 1 2 3  الإحصاء العام للسكن والسكنى لسنة 2024، المندوبية السامية للتخطيط، الموقع الرسمي للإحصاء نسخة محفوظة 2023-10-02 على موقع واي باك مشين.
5. ↑  "المحطة الحرارية لآسفي تضرب حصارا على منطقة «أولاد سلمان»". اليوم 24 – أخبار اليوم على مدار الساعة. مؤرشف من الأصل في 2024-02-24. اطلع عليه بتاريخ 2024-02-24.
6. ↑  "تحقيق: المركب الكيماوي بآسفي حوَّل المدينة إلى "مرمى نفايات" وسط تواطؤ المنتخبين وصمت السلطات". لكم-lakome2. مؤرشف من الأصل في 2024-02-24. اطلع عليه بتاريخ 2024-02-24.
7. ↑  "المغرب يُشيد أكبر محطة حرارية لإنتاج الكهرباء بآسفي". Hespress - هسبريس جريدة إلكترونية مغربية. 18 سبتمبر 2014. مؤرشف من الأصل في 2024-02-24. اطلع عليه بتاريخ 2024-02-24.
8. ↑  "تشغيل المحطة الحرارية لمدينة آسفي". Map Ecology. 18 ديسمبر 2018. مؤرشف من الأصل في 2024-02-24. اطلع عليه بتاريخ 2024-02-24.
9. ↑  ""مكتب الفوسفاط" ينجز استثمارات ضخمة في آسفي للحفاظ على البيئة". Hespress - هسبريس جريدة إلكترونية مغربية. 24 أغسطس 2021. مؤرشف من الأصل في 2024-02-28. اطلع عليه بتاريخ 2024-02-24.
10. ↑  وزارة التجهيز والماء. المغرب. "الميناء الجديد لآسفي". مؤرشف من الأصل في 2024-02-24.